# Eupithecia cauchiata
Eupithecia cauchiata es una especie de polilla de la familia Geometridae. La especie fue descrita por primera vez por Philogène Auguste Joseph Duponchel habiendo sido descrita en 1831, con distribución en Eurasia, desde los Pirineos hasta los montes Urales y Finlandia. El sintipo de la especie fue descrita en los alrededores de la comuna de Bourbonne-les-Bains. La polilla no es muy frecuente en sus hábitats naturales por lo que se ven en peligro en varios países, incluyendo Noruega y Suecia. 

## Descripción
Es una polilla pequeña con una envergadura de 18 a 22 milímetros (0,7 a 0,9 plg) y de color marrón claro. Tiene similitud con una versión ocre de E. satyrata. Los adultos vuelan desde mediados de mayo hasta finales de julio.
Las alas tienen un brillo sedoso. El color básico de ambos pares de alas es mayoritariamente gris blanquecino con elementos de color marrón claro con numerosas franjas transversales de color marrón amarillento, más o menos distintas. El borde exterior de las alas es bastante ancho y de color marrón amarillento con una franja cruzada en zigzag blanca, esta es una buena característica de la especie. Las alas traseras, que tienen pocas marcas, son ligeramente más claras que las alas anteriores. No tiene una mancha discal en las alas anteriores.
Las orugas adultas son de color verdoso y tienen distintas franjas laterales amarillentas. Las pupas son de color amarillo ocre y tienen vainas alares verdosas. Hay dos cerdas de gancho más fuertes y tres cerdas de gancho más delgadas a cada lado del Cremaster.
E.  cauchiat tiene gran similitud con Eupithecia satyrata que tiene un color base predominantemente marrón grisáceo y con Eupithecia pernotata que tiene un color base predominantemente gris amarillento. Sin embargo, como ocurre con muchas especies de polillas de las flores, los especialistas deben realizar una identificación fiable y también es recomendable un análisis morfológico genital para una identificación clara.

## Ciclo de vida
Habitan crestas boscosas y lugares rocosos. Las orugas son de color verde amarillento, ligeramente brillante, con forma alargada y se alimentan de las hojas de Solidago virgaurea. Las larvas se pueden encontrar de julio a septiembre. La especie pasa el invierno en la etapa de pupa, a veces pasa el invierno dos veces.

## Distribución
La especie se encuentra bien distribuida en Europa. No se han descrito especímenes en España o Portugal aun cuando aparece listado en catálogos de la fauna española. Es posible que se haya descrito en los pirineos catalanes, debido a las descripciones en el vecino valle de Eyne de un estudio de 1934 y confirmado en esa región francesa en 2002 a una altitud de 1600 a 1700 m s. n. m. (metros sobre el nivel del mar). En 1942 y luego en Ķemeri en 1989, se reportó la especie en Finlandia y en el sur de Noruega, disperso desde Østfold hasta Vest-Agder, donde se le conoce como Randdvergmåler. Según la Lista Roja finlandesa[5], la especie está casi amenazada en Finlandia. La especie está en Suecia, habiendo sido descrita en la isla de Öland y Götaland. El hábitat de la especie son páramos sanos y parecidos a arboledas.

### Muestra británica
Un entomólogo británico le envió a Doubleday un grupo de polillas que este habría obtenido de la herbácea Solidago virgaurea. Todas las especies resultaron ser Eupithecia castigata con la excepción de un espécimen. Doubleday envió la polilla a Gueneé, quien la consideró en la recientemente descubierta especie E. pernotata. En 1904 se volvió a revisar ese espécimen y se clasificó como una forma de E. satyrata. Finalmente en 1980 se estudió de nuevo siendo descrito como E. cauchiata, la única de esta especie descrita en Gran Bretaña. Por el controversial hallazgo, se le ha llamado desde entonces la polilla de Doubleday.